# Tir cu arcul la Jocurile Olimpice de vară din 2012
Probele sportive de tir cu arcul la Jocurile Olimpice de vară din 2012 s-au desfasurat în perioada 27 iulie - 3 august 2012. Au fost organizate patru probe sportive, la care 128 de sportivi au participat. Evenimentele au avut loc la Lord's Cricket Ground în fața a aproximativ 6.500 de spectatori.

## Calendar competițional
| Tir cu arcul la Jocurile Olimpice din 2012 | Tir cu arcul la Jocurile Olimpice din 2012 | Tir cu arcul la Jocurile Olimpice din 2012 | Tir cu arcul la Jocurile Olimpice din 2012 | Tir cu arcul la Jocurile Olimpice din 2012 | Tir cu arcul la Jocurile Olimpice din 2012 | Tir cu arcul la Jocurile Olimpice din 2012 | Tir cu arcul la Jocurile Olimpice din 2012 | Tir cu arcul la Jocurile Olimpice din 2012 |
| Probă sportivă                             | Iulie/August                               | Iulie/August                               | Iulie/August                               | Iulie/August                               | Iulie/August                               | Iulie/August                               | Iulie/August                               | Iulie/August                               |
| Feminin                                    | 27.                                        | 28.                                        | 29.                                        | 30.                                        | 31.                                        | 01.                                        | 02.                                        | 03.                                        |
| ------------------------------------------ | ------------------------------------------ | ------------------------------------------ | ------------------------------------------ | ------------------------------------------ | ------------------------------------------ | ------------------------------------------ | ------------------------------------------ | ------------------------------------------ |
| Individual                                 |                                            |                                            |                                            |                                            |                                            |                                            |                                            |                                            |
| Echipă                                     |                                            |                                            |                                            |                                            |                                            |                                            |                                            |                                            |
| Masculin                                   | 27.                                        | 28.                                        | 29.                                        | 30.                                        | 31.                                        | 01.                                        | 02.                                        | 03.                                        |
| Individual                                 |                                            |                                            |                                            |                                            |                                            |                                            |                                            |                                            |
| Echipă                                     |                                            |                                            |                                            |                                            |                                            |                                            |                                            |                                            |

|  | Runde de calificare și eliminare |  | Semifinală/Finală |

## Țări calificate

#### Echipe
| Masculin | Feminin |
| • Coreea de Sud • Malaysia • Regatul Unit • China • Franța • Italia • Mexic • Ucraina • Statele Unite ale Americii | • China · • Danemarca · • Regatul Unit · • Rusia · • India · • Italia · • Coreea de Sud · • Ucraina · • Taipeiul Chinez · |

### Individual
| Masculin | Feminin |
| • Coreea de Sud • Malaysia • Regatul Unit • China • Franța • Italia • Mexic • Ucraina • Statele Unite ale Americii • Canada • Spania • India • Japonia • Luxemburg • Mongolia • Norvegia • Taipeiul Chinez | • China · • Danemarca · • Regatul Unit · • India · • Italia · • Coreea de Sud · • Rusia · • Taipeiul Chinez · • Ucraina · • Belarus · • Chile · • Franța · • Georgia · • Japonia · • Polonia · • Coreea de Nord · • Statele Unite ale Americii · |

## Câștigători

### Clasament pe medalii
| Loc   | Țară                       | Aur | Argint | Bronz | Total |
| ----- | -------------------------- | --- | ------ | ----- | ----- |
| 1     | Coreea de Sud              | 3   | 0      | 1     | 4     |
| 2     | Italia                     | 1   | 0      | 0     | 1     |
| 3     | China                      | 0   | 1      | 1     | 2     |
| 3     | Japonia                    | 0   | 1      | 1     | 2     |
| 3     | Mexic                      | 0   | 1      | 1     | 2     |
| 6     | Statele Unite ale Americii | 0   | 1      | 0     | 1     |
| Total | Total                      | 4   | 4      | 4     | 12    |

## Evenimente
| Probă               | Aur                                                               | Argint                                                                         | Bronz                                                          |
| Masculin individual | Oh Jin-hyek · Coreea de Sud (KOR)                                 | Takaharu Furukawa · Japonia (JPN)                                              | Dai Xiaoxiang · China (CHN)                                    |
| Feminin individual  | Ki Bo-bae · Coreea de Sud (KOR)                                   | Aída Román · Mexic (MEX)                                                       | Mariana Avitia · Mexic (MEX)                                   |
| Echipe masculin     | Italia (ITA) · Michele Frangilli · Marco Galiazzo · Mauro Nespoli | Statele Unite ale Americii (USA) · Brady Ellison · Jake Kaminski · Jacob Wukie | Coreea de Sud (KOR) · Im Dong-hyun · Kim Bub-min · Oh Jin-hyek |
| Echipe feminin      | Coreea de Sud (KOR) · Choi Hyeonju · Ki Bo-Bae · Lee Sung-Jin     | China (CHN) · Cheng Ming · Fang Yuting · Xu Jing                               | Japonia (JPN) · Ren Hayakawa · Miki Kanie · Kaori Kawanaka     |